# Landborg

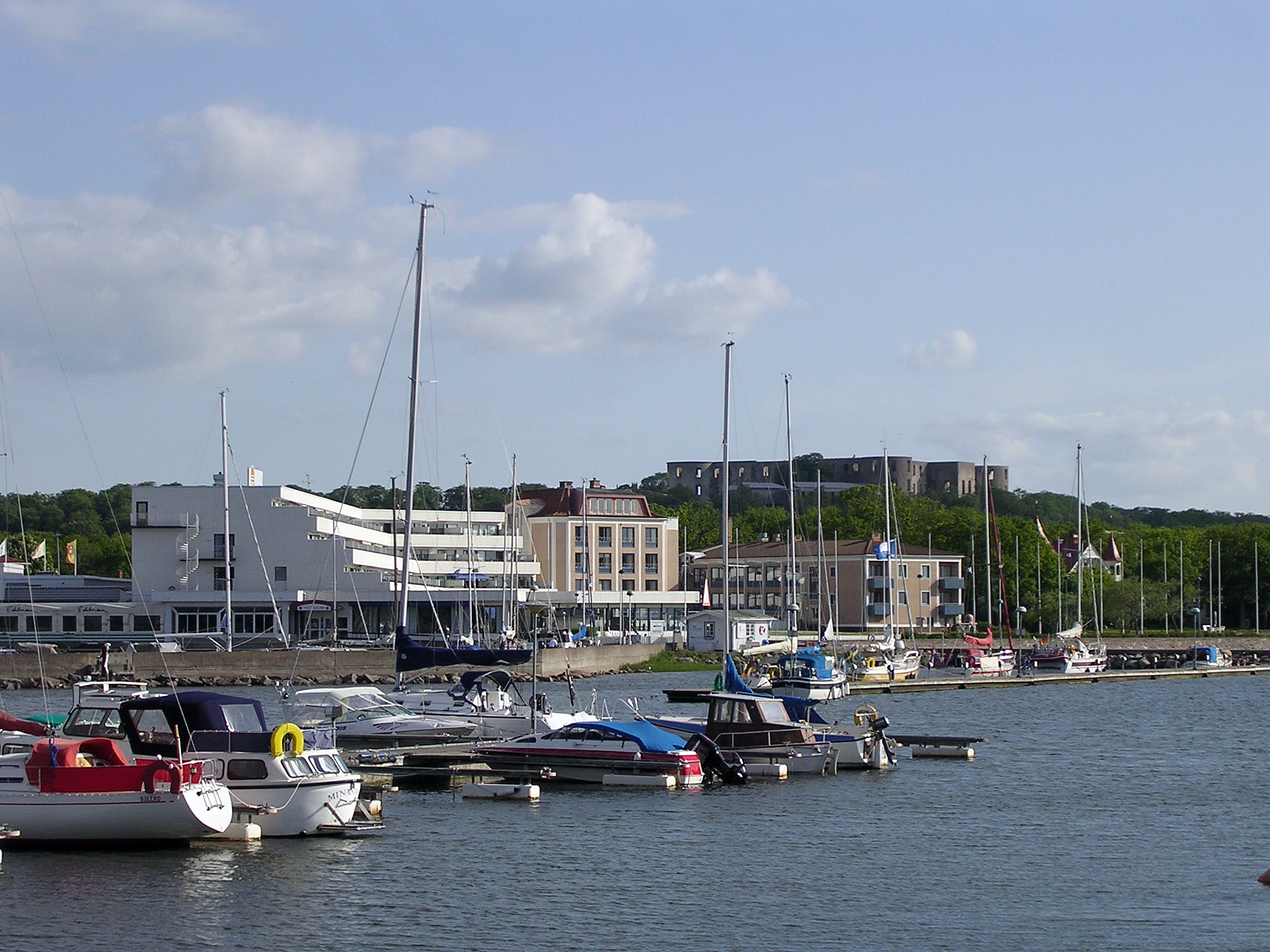
Strand hotell i Borgholm. I bakgrunden höjer sig den gröna landborgen med Borgholms slottsruin över omgivningen.

Landborg är en geologisk och geografisk term för en mer eller mindre långsträckt, längs kusten löpande och mot havet stupande, brant bergvägg. Det kan också vara en längs kusten gående, av havet uppkastad strandvall. En landborg är en form av klint, en abrasionsbrant formad av vågerosion.
| ”                                               | Landtborgen är intet annat än sidorna af Allvaren, hvilka slutas med en liten Åhs, som innesluter innam en oval ring hela Alivaren, besynnerligen på västra sidan | „ |
| – Carl von Linné: Öländska och gothländska resa | |   |

I ordet landborg ingår den ursprungliga betydelsen av ordet borg, som lever kvar i ordet. Än idag har ordet borg på isländska också betydelsen "brant klipphöjd".
I Sverige finns landborgar bland annat längs med västkusten, till exempel Landborgen i Helsingborg, och vid Österjön på både Öland och Gotland. På Gotland finns också en mindre landborg vid delar av öns östra kust.